# Neugersdorf
Neugersdorf [ˌnɔʏˈɡɛrsˌdɔrf] (oberlausitzisch: Gierschdurf) ist ein Ortsteil der Oberlausitzer Stadt Ebersbach-Neugersdorf im Landkreis Görlitz. Der Ortsteil liegt im Südosten Sachsens an der Grenze zu Tschechien.

## Geographie
Neugersdorf befindet sich am Nordhang des Hutungsberges im Quellgebiet der Spree an der deutsch-tschechischen Grenze im Lausitzer Bergland und nimmt den südlichen Teil der Stadt Ebersbach-Neugersdorf ein. Mit einem Bahnhof liegt Neugersdorf an der in der Relation Dresden–Bischofswerda–Zittau–Liberec befahrenen Bahnstrecke der Süd-Lausitzer Bahn.
Umgebende Orte sind Ebersbach/Sa. im Nordwesten, Walddorf im Nordosten, Eibau und Neueibau im Osten, Leutersdorf im Südosten, Seifhennersdorf im Süden, Rumburk im Südwesten und Filipov im Westen.

## Geschichte
Altgersdorf wurde erstmals im Mai 1306 urkundlich erwähnt. In einer Urkunde der Markgrafen Otto und Woldemar von Brandenburg, Lausitz und Landsberg wurde es als „Gherardesdorpp“ bezeichnet. Der Ort erhielt Beinamen wie „Bösengerhardsdorff“ (1408), „Gerhartstorff malum“ (1419), „Bösengerisdorff“ (1419), diese legen die Vermutung nahe, dass ungünstige wirtschaftliche Verhältnisse herrschten. Eine weitere Variante mag dem vermeintlichen Räuberunwesen der feudalen Hofbesitzer entsprungen sein.
Am 10. Juni 1429 wurde der Ort vollständig von den Hussiten vernichtet. Die Dorfstatt blieb jahrhundertelang wüst und überwaldete. Eine wechselvolle Geschichte folgte. Der Besitzer wechselte immer wieder. Im Jahr 1657 wurde auf dem Flurstück Gersdorfer Wald das Dorf Neu-Gersdorf gegründet. Seine ersten Bewohner waren Flüchtlinge, die 26 Häuser errichteten. Wenige Jahre später kam es zu einer weiteren Gründung, diesmal von böhmischen Flüchtlingen, die mit acht Häusern Alt-Gersdorf gründeten.
Da die Landwirtschaft keine ausreichenden Voraussetzungen für den Lebensunterhalt bot, nutzten die neuen Bewohner ihre mitgebrachten Kenntnisse der Weberei und begründeten damit eine lange Tradition der Textilwirtschaft in diesem Gebiet.
Mit dem Gut Neu-Gersdorf belehnten die sächsischen Landesherren bis zur Mitte des 19. Jahrhunderts den Besitzer der böhmischen Fideikommissherrschaft Rumburg. Obwohl beide Dörfer selbständig waren und verschiedenen Grundherrschaften angehörten, wuchsen sie allmählich zusammen und verschmolzen zunehmend durch persönliche Verbindungen, gemeinsame Vereine und öffentliche Einrichtungen, wie Kirche, Freiwillige Feuerwehr, Standesamt, Sparkasse, Bahnhof, Post.
Die industrielle Blüte des 19. Jahrhunderts brachte auch wirtschaftlichen Aufschwung nach Neugersdorf. Villen, Geschäftshäuser, Fabriken wurden errichtet und neue Bebauungs- und Industriegebiete besiedelt.
Die Textilbranche legte das wirtschaftliche Fundament, dieses wurde unterstützt durch die Einführung der Dampfkraft (3. Februar 1855) und den Eisenbahnanschluss (1. November 1874). Die Entwicklung der Textilindustrie und des Textilmaschinenbaues führte zu Unternehmen von Weltruf.
Am 1. Januar 1899 vereinigten sich die beiden zusammengewachsenen Dörfer Alt-Gersdorf und Neu-Gersdorf zu der neuen Gemeinde „Alt- und Neugersdorf“. Im September des gleichen Jahres wurde der Name auf Neugersdorf geändert. Fünfundzwanzig Jahre später, am 15. Dezember 1924, wurde Neugersdorf zur Stadt erhoben.

### Ortsnamenformen
1732: Gerßdorff, 1759: Neu Giersdorff, 1791: Gersdorf, 1834: Neu-Gersdorf, 1875: Neugersdorf b. Ebersbach

### Eingemeindung
Zum 1. Januar 2011 wurde Neugersdorf mit der Stadt Ebersbach/Sa. zur neuen Stadt „Ebersbach-Neugersdorf“ zusammengeschlossen.

### Verwaltungszugehörigkeit
1777: Bautzener Kreis, 1843: Landgerichtsbezirk Bautzen, 1856: Gerichtsamt Ebersbach, 1875: Amtshauptmannschaft Löbau, 1952: Kreis Löbau, 1994: Landkreis Löbau-Zittau, 2008: Landkreis Görlitz

### Einwohnerentwicklung
| Jahr | Einwohner                                                  |
| 1777 | 4 besessene(r) Mann, 32 Gärtner, 207 Häusler, 11 Wüstungen |
| 1834 | 02.325                                                     |
| 1871 | 03.562                                                     |
| 1890 | 04.972                                                     |
| 1910 | 11.595                                                     |
| 1925 | 11.165                                                     |
| 1939 | 11.026                                                     |
| 1946 | 12.526                                                     |
| 1950 | 13.313                                                     |
| 1964 | 11.970                                                     |
| 1990 | 07.725                                                     |
| 2000 | 06.660                                                     |
| 2007 | 06.163                                                     |
| 2010 | 05.854                                                     |

## Politik

### Wappen

Wappen der ehemaligen Stadt Neugersdorf

Die Stadt hatte ihr Wappentier, den Kranich, von der am Südfuße des Beerberges gelegenen Kranichpfütze, einer alten Viehtränke, entlehnt. So hat bereits 1740 ihr Name den Anlass gegeben einen Kranich im Gerichtssiegel zu verwenden. Im Jahr 1931, sieben Jahre nach der Erhebung zur Stadt, wurde das Stadtwappen, der Kranich mit dem Hufeisen in der rechten Kralle, verliehen. Die Stadtfarben waren Schwarz-Gelb.

### Städtepartnerschaften
- hessische Gemeinde Gründau
- polnische Stadt Krapkowice (Krappitz)

## Verkehr und Infrastruktur

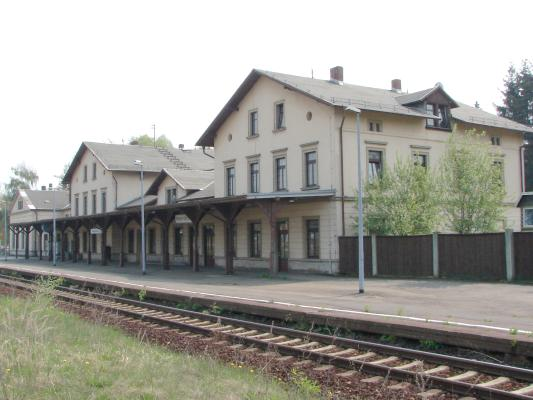
Haltepunkt Neugersdorf

Neugersdorf besitzt drei Grenzübergänge für Pkw nach Tschechien:
- Neugersdorf Ortsumgehung S 148 – Rumburk (Rumburg)
- Neugersdorf Hauptstraße – Jiříkov (Georgswalde)
- Neugersdorf Rudolf-Breitscheid-Straße – Jiříkov (Georgswalde)

Am zentralen Marktplatz im Stadtzentrum (Karl-Marx-Platz) befindet sich ein Busbahnhof der KVG Dreiländereck. Mit folgenden Buslinien bedient die KVG den Ortsteil Neugersdorf:
- PlusBus 30: Löbau – Kottmarsdorf – Neugersdorf (– Seifhennersdorf)
- Bus 36: Löbau – Eibau – Neugersdorf
- Bus 38: Ebersbach – Neugersdorf – Leutersdorf – Großschönau
- PlusBus 50: Löbau – Oppach – Ebersbach – Neugersdorf
- den Sonderlinien S36 und S38

Neugersdorf besitzt auch einen Haltepunkt an der Bahnstrecke Oberoderwitz–Wilthen, welcher von Zügen der Linien TLX2 und TL61 in Richtung Dresden bzw. Zittau bedient wird.

## Kultur und Sehenswürdigkeiten

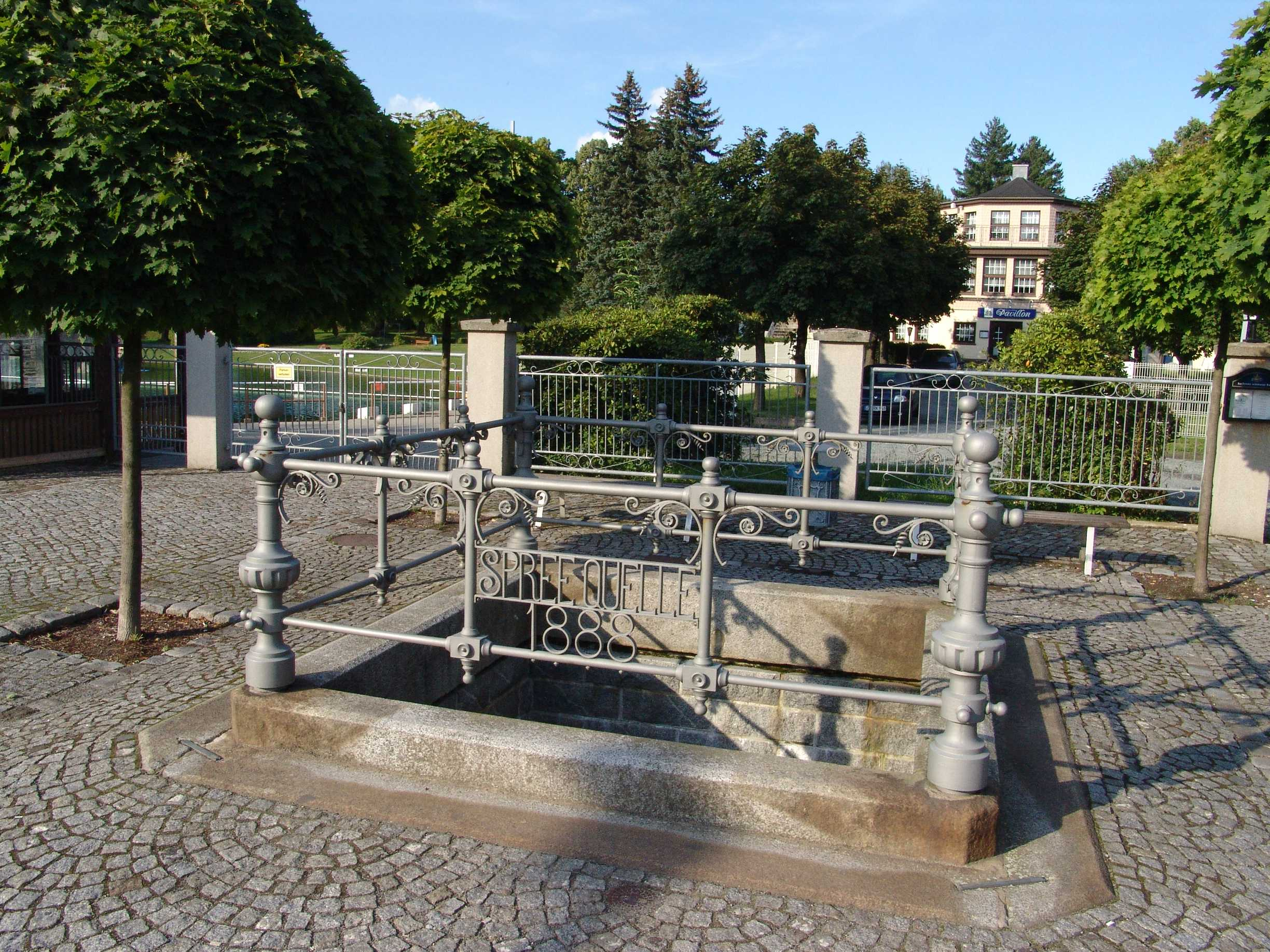
Spreequelle

In Neugersdorf liegt die zweite der drei Quellen der Spree. Die Erste befindet sich in Ebersbach, die Dritte entspringt am Berg Kottmar. Die Neugersdorfer Spreequelle ist die ergiebigste, sie erhielt 1888 eine schmiedeeiserne Einfassung und befindet sich unmittelbar vor dem Volksbad.

### Bauwerke
- Bismarckturm, 1904 auf dem Hutungsberg errichtet
- Evangelisch-Lutherische Kirche: barocker Kirchenbau, erbaut 1735 bis 1738; nach Umbau- und Sanierungsarbeiten 1872 entstand der 64 Meter hohe Kirchturm (jetzige Form)
- Wassertürme, weithin sichtbare Wahrzeichen Neugersdorfs
- typische Oberlausitzer Umgebindehäuser

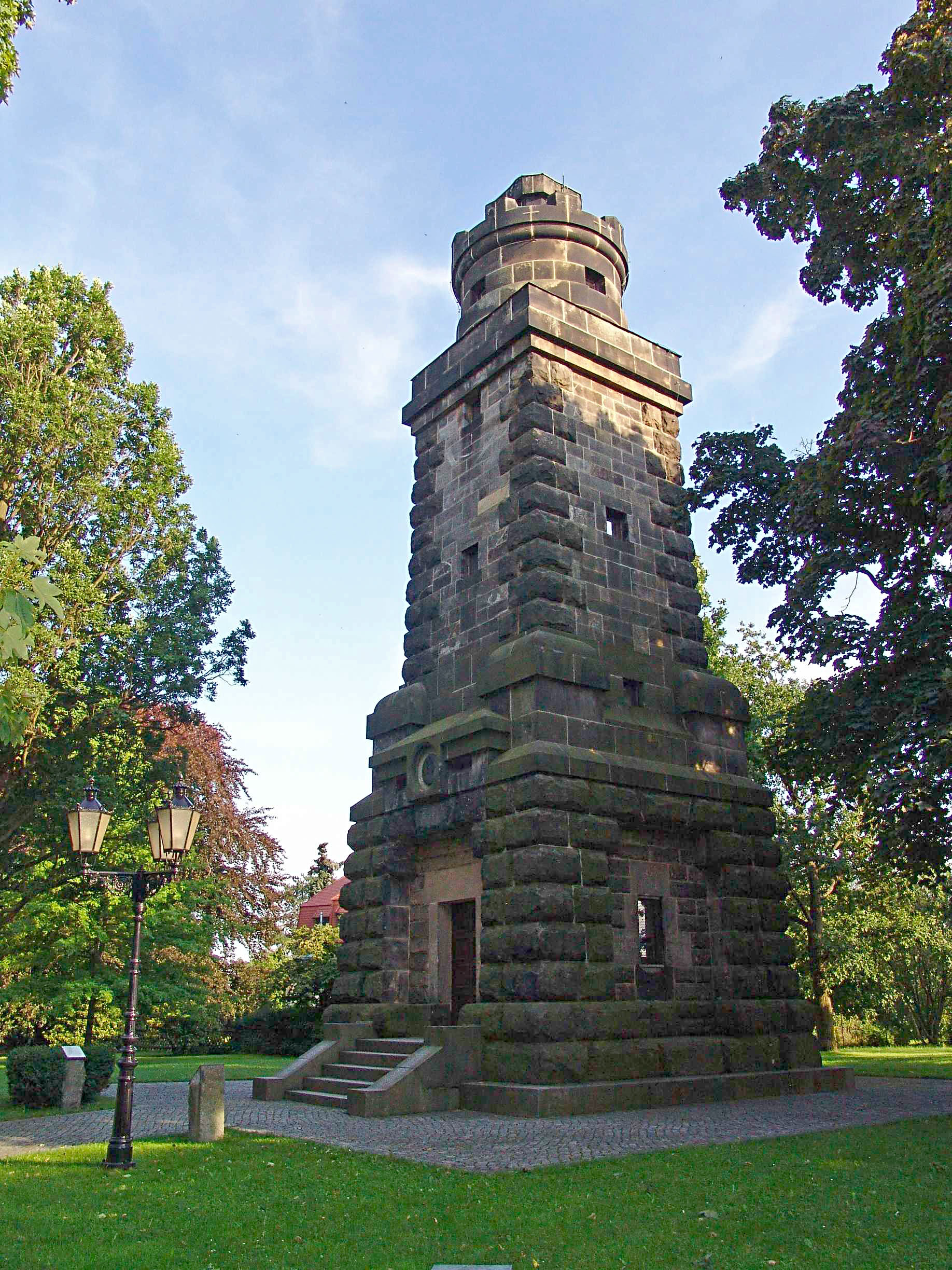
Bismarckturm
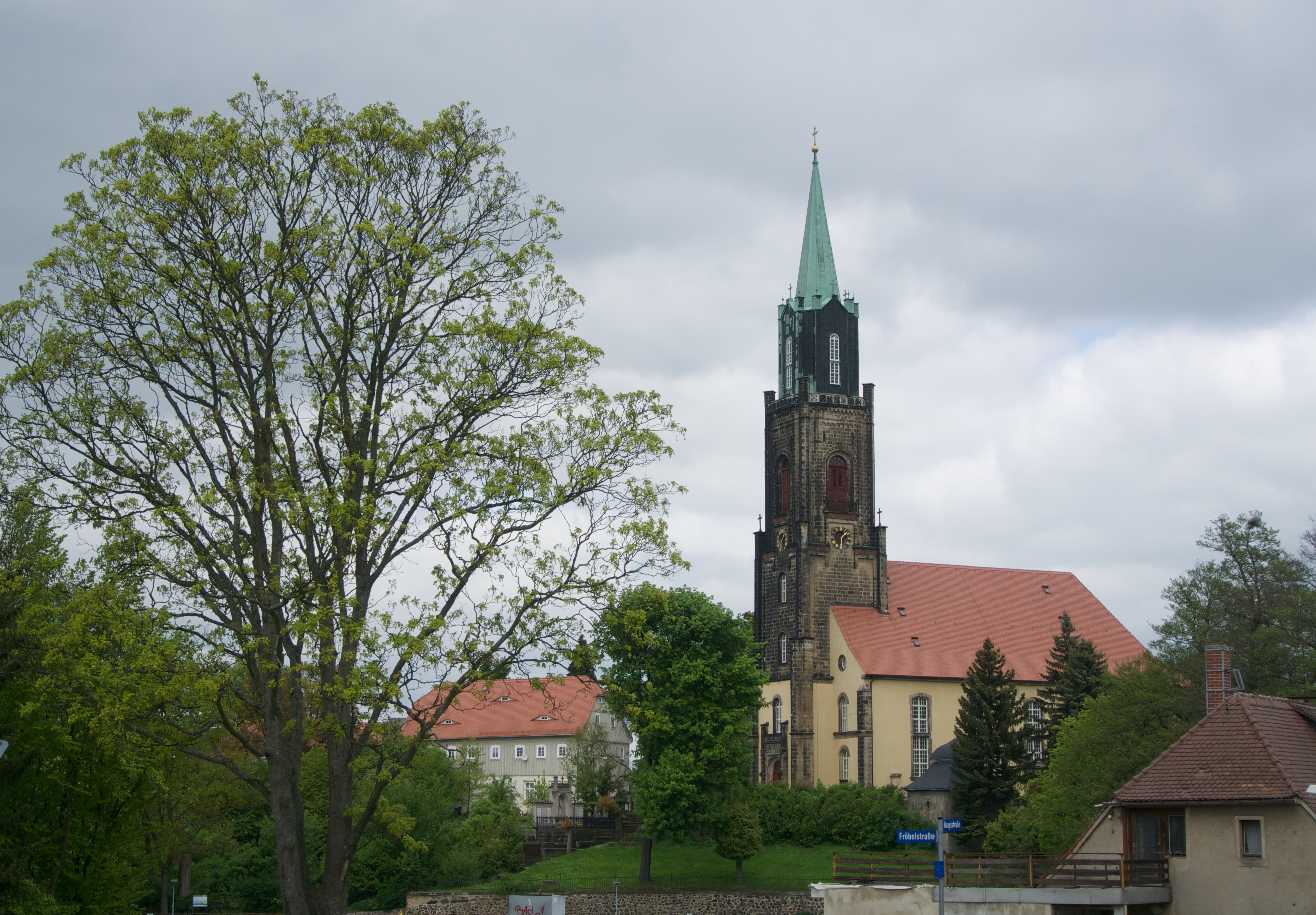
Evangelisch-Lutherische Barockkirche
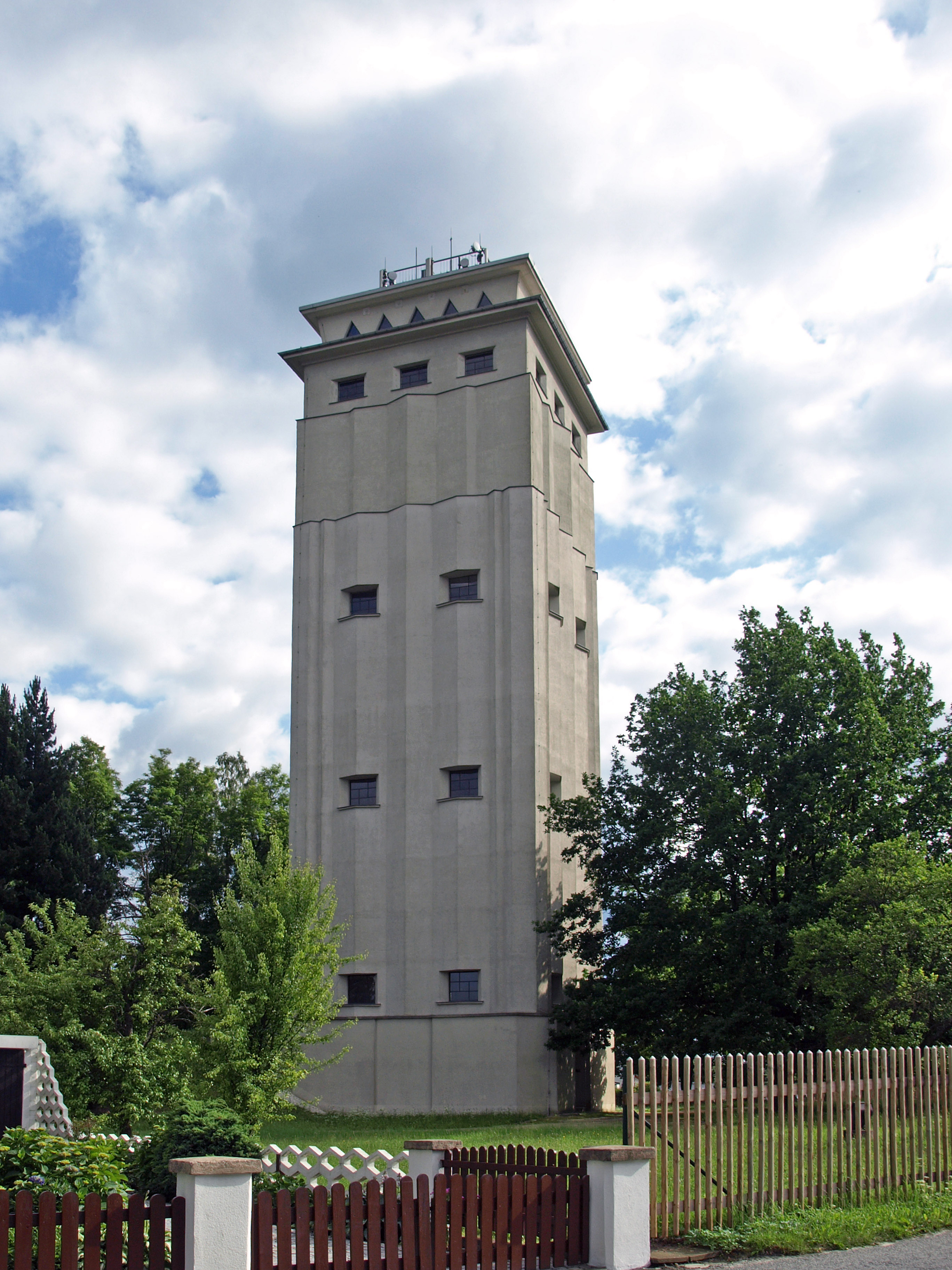
Wasserturm
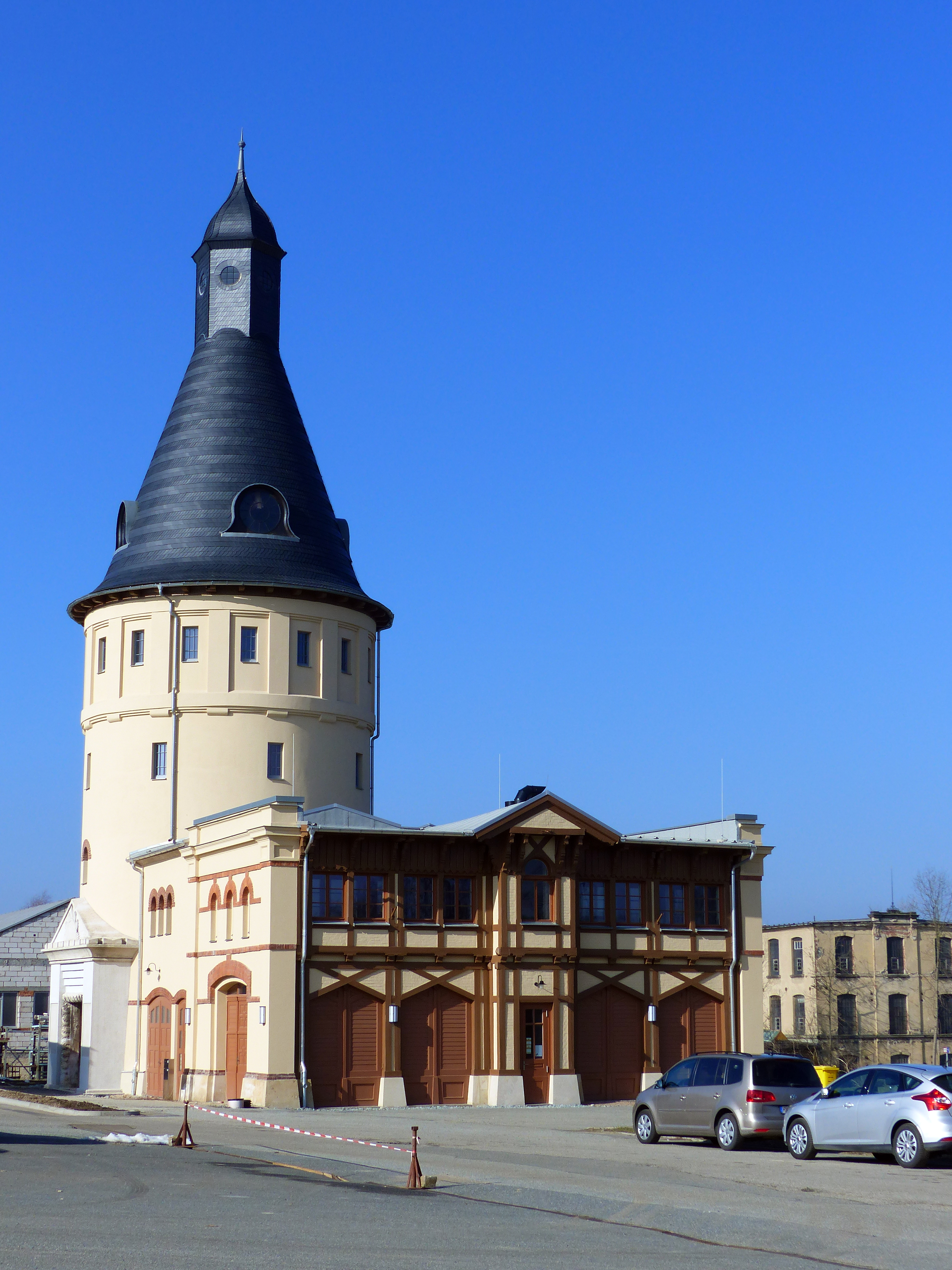
Lautex-Wasserturm und Feuerwehrhaus

### Gedenkstätten
An der Hauptstraße steht ein Gedenkstein mit der Inschrift: Zum 1. Mai 1890 Einigkeit macht stark
Auf dem Friedhof befinden sich:
- ein Denkmal für die gefallenen Krieger der deutschen Einigungskriege 1866, 1870 und 1871
- ein Gefallenendenkmal für die Opfer des Ersten Weltkrieges (1914–1918), welches einen Sarkophag darstellt, sowie ein 5 Meter hohes Holzkreuz mit der Aufschrift FÜR UNS

In einer Grünanlage vor dem ehemaligen Rathaus erinnert ein Denkmal an die Opfer des Faschismus.

Galerie
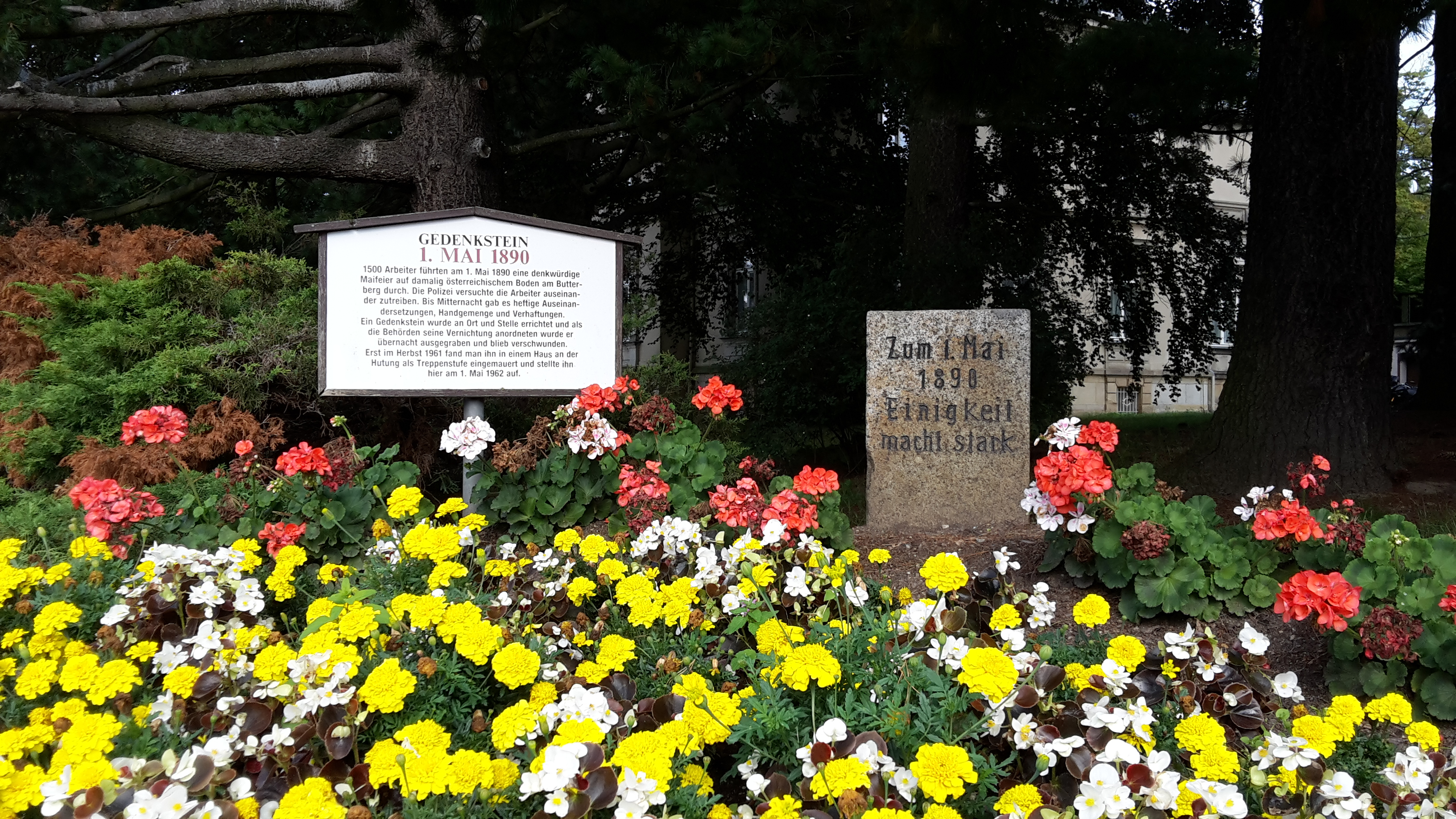
Gedenkstein zum 1. Mai 1890
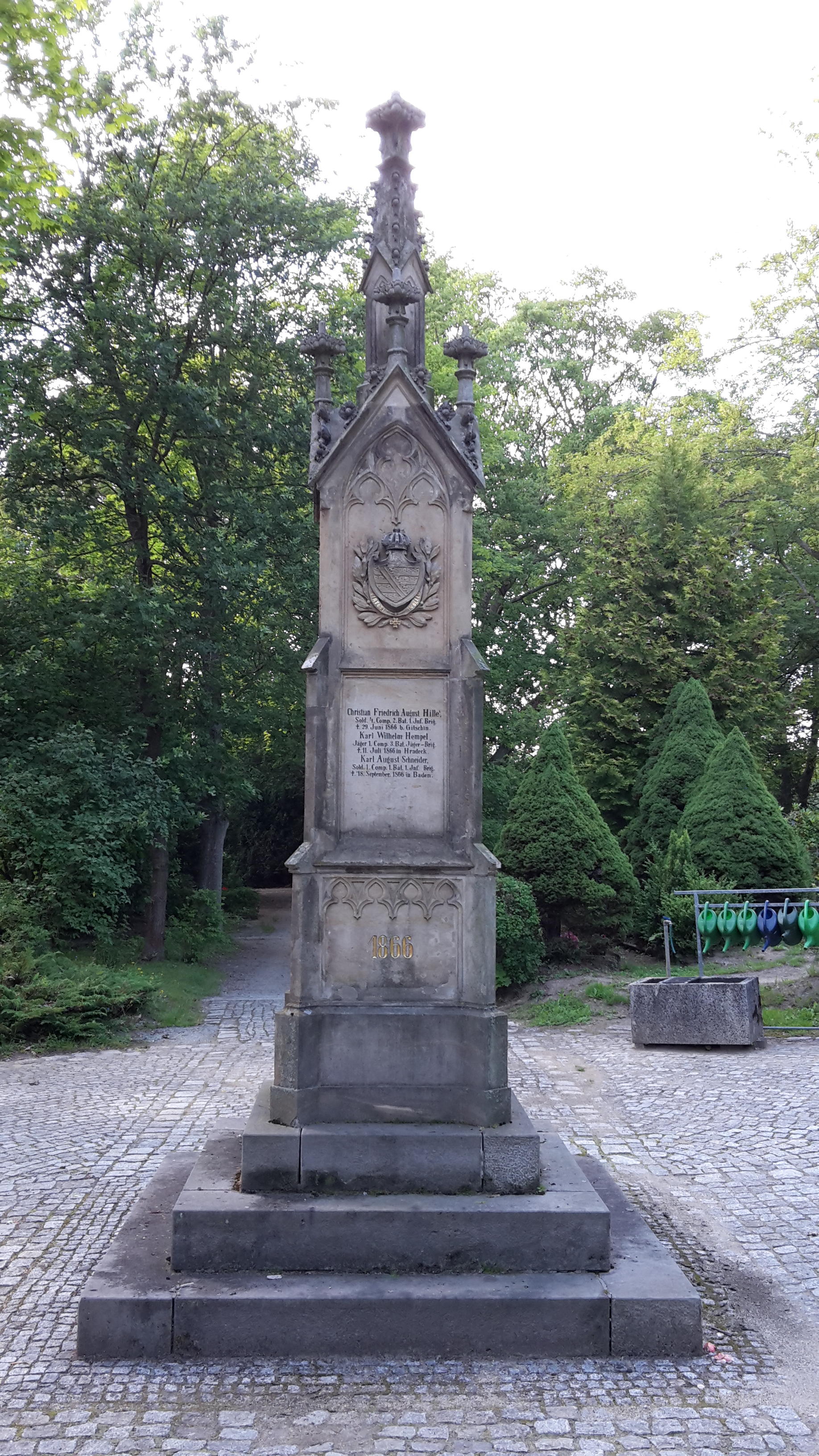
Denkmal für die Gefallenen der deutschen Einigungskriege (1866)
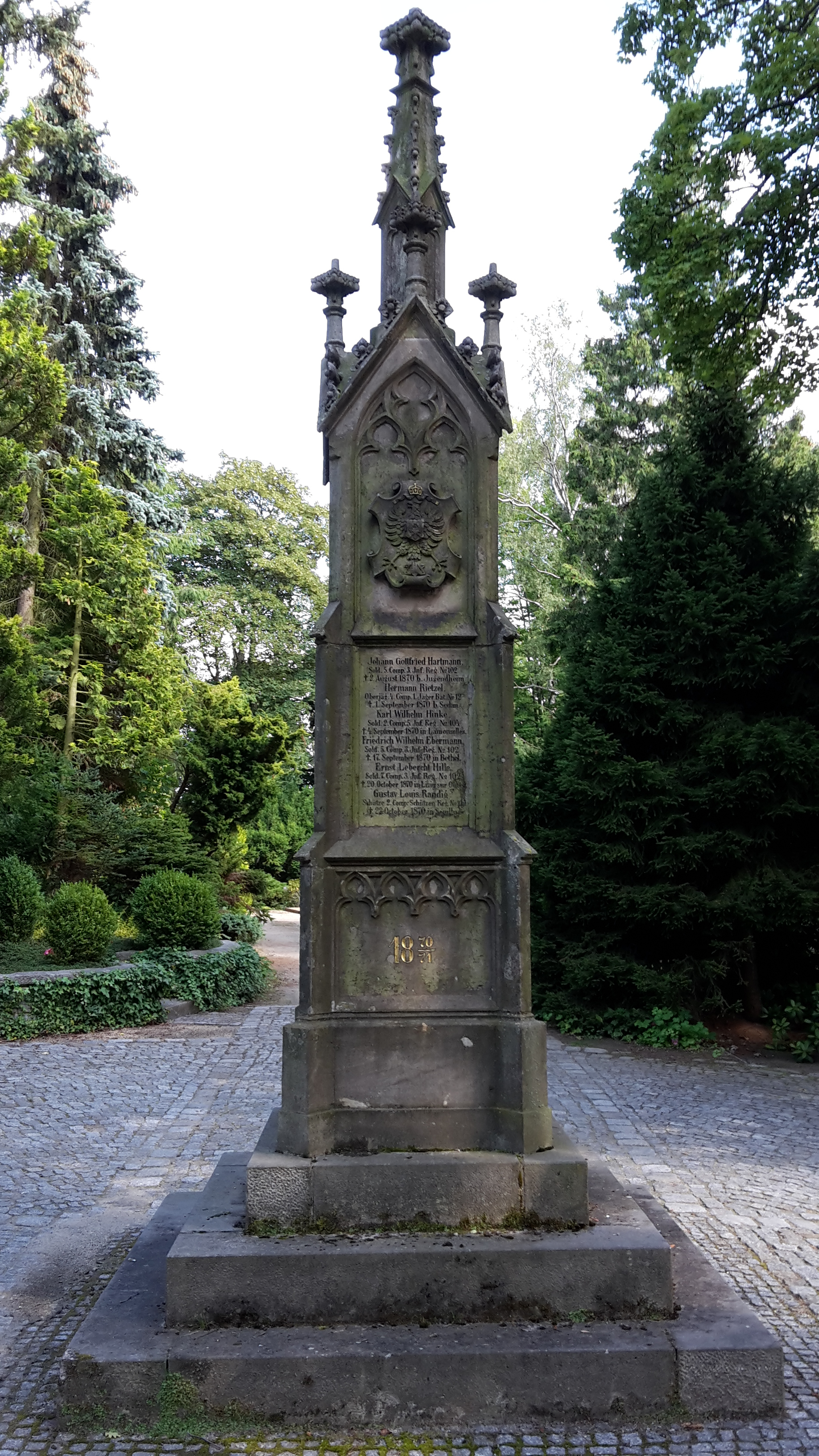
Denkmal für die Gefallenen der deutschen Einigungskriege (1870/71)
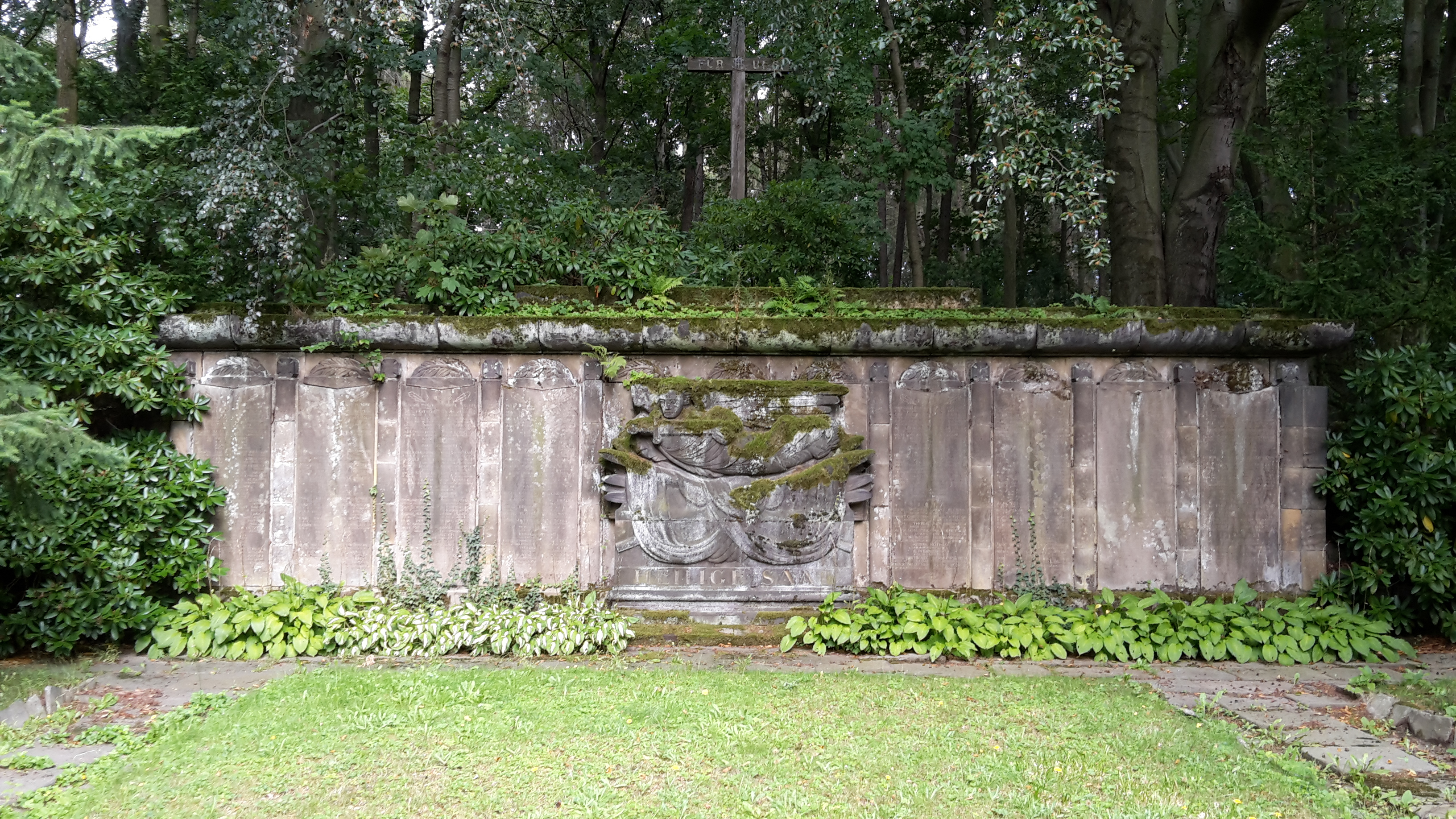
Gefallenendenkmal Erster Weltkrieg (Sarkophag)
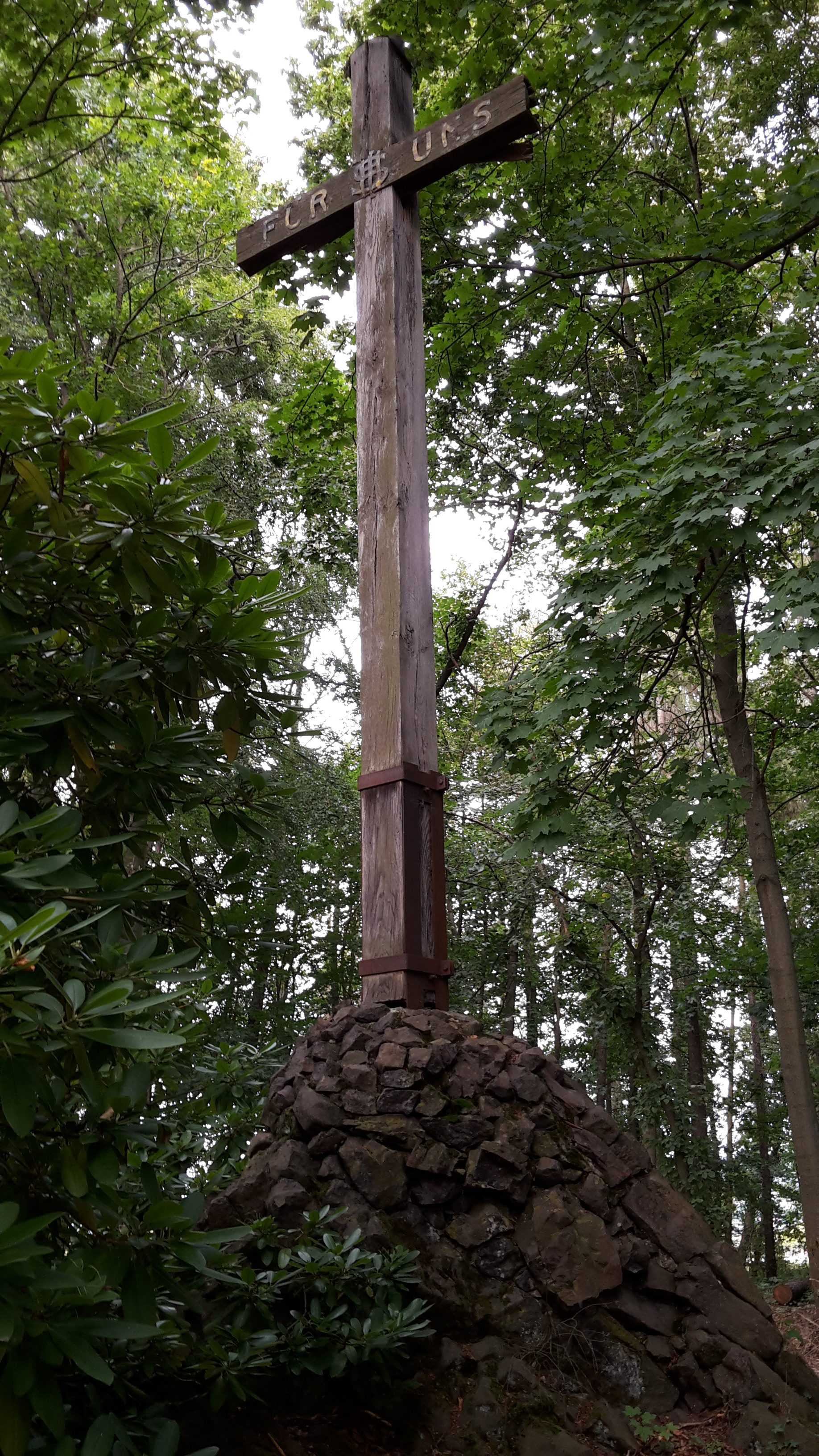
Gefallenendenkmal Erster Weltkrieg (Holzkreuz)
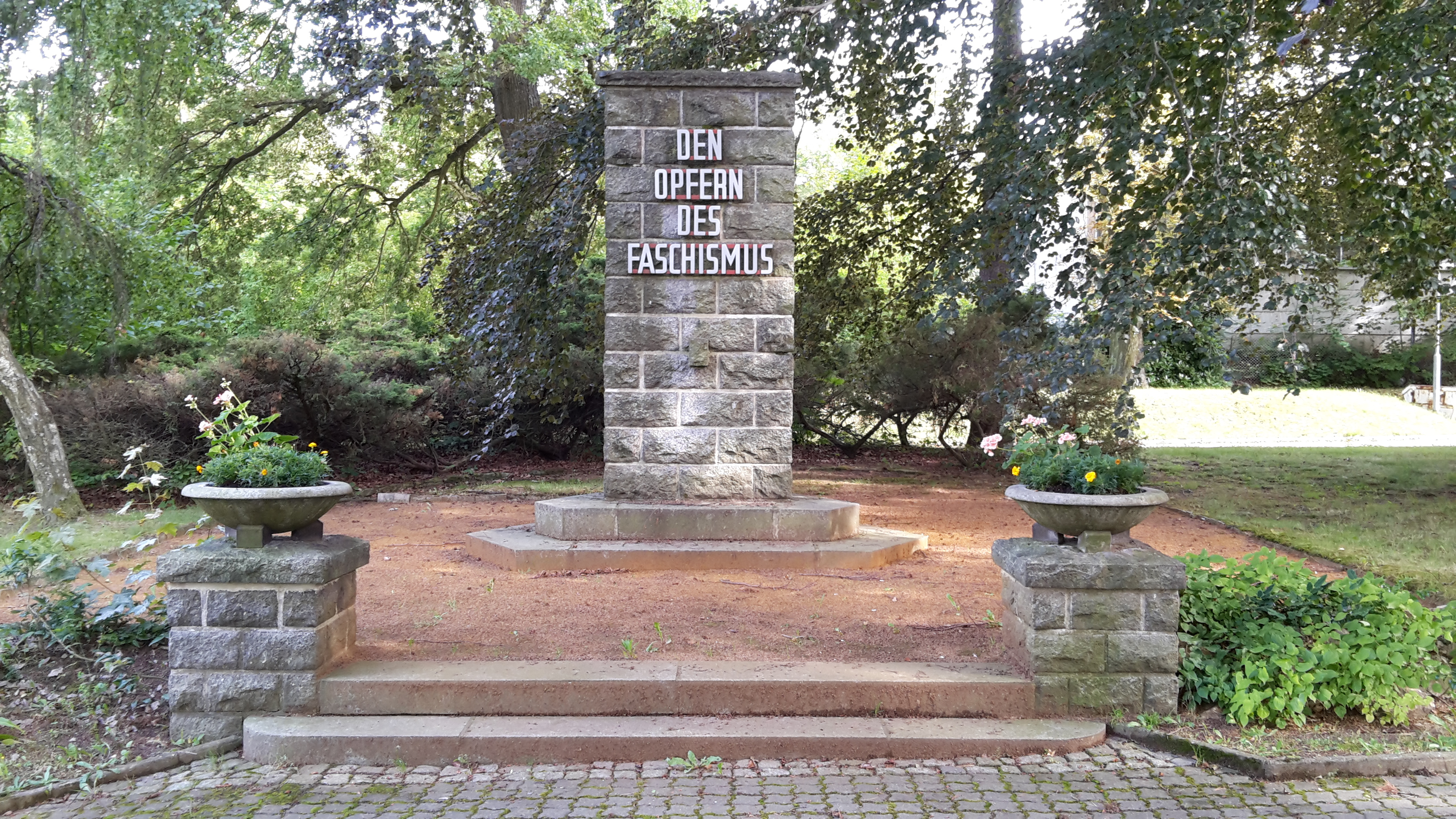
Denkmal - Den Opfern des Faschismus

### Sport
Der bedeutendste Sportverein von Neugersdorf ist der FC Oberlausitz Neugersdorf. Er spielte zwischen 2006 und 2013 in der sechstklassigen Fußball-Sachsenliga. Ab dem Aufstieg 2013 spielte die erste Herrenmannschaft in der fünftklassigen NOFV-Oberliga Süd. 2014 und 2018 zog der FC Oberlausitz Neugersdorf in das sächsische Pokalfinale ein. 2015 stieg der Verein erstmals in die viertklassige Regionalliga Nordost auf, aus der er sich 2019 aus finanziellen Gründen in die Oberliga zurückzog.

### Regelmäßige Veranstaltungen
Der jährlich stattfindende Jacobimarkt (Gierschdurfer Schiss’n) ist das größte Volksfest der Oberlausitz. Als Geburtsjahr des Jacobimarktes gilt das Jahr 1728, als die Privilegierte Schützengesellschaft vom Fürsten von und zu Liechtenstein ihre „confirmierten Schützenmatrikel“ erhielt.
Neugersdorf ist eine Karnevalshochburg mit langer Tradition:
- zu DDR-Zeiten NKC (Neugersdorfer Karnevalsclub)
- seit 1991 Oberlausitzer Karnevalsgesellschaft Neugersdorf e. V. – OKG

## Persönlichkeiten

### Söhne und Töchter des Ortes
- Johann Gottlob Schneider junior (1789–1864), Organist und Komponist
- Carl Gottlieb Hoffmann (1794–1874), Textilindustrieller
- Johann Gottlieb Schneider (1797–1856), Organist und Komponist
- Ernst Moritz Ludwig Ettmüller (1802–1877), Professor für altdeutsche Sprache und Literatur am Obergymnasium in Zürich, später an der Universität. Er war befreundet mit Richard Wagner, Gottfried Keller und Ludwig Uhland.
- Ewald Hering (1834–1918), geboren in Alt-Gersdorf, Mediziner und Professor für Physiologie
- Adalbert Grüllich (1840–1905), Pädagoge
- Emil Hohlfeld (1840–1896), sächsischer Generalleutnant
- Hermann Herzog (1844–1904), Textilfabrikant und Reichstagsabgeordneter
- Reinhold Hoffmann (1847–1912), Textilfabrikant und Reichstagsabgeordneter
- Bruno Büchner (1871–1943), Rad- und Autorennfahrer, Luftfahrtpionier
- Oskar Hünlich (1887–1963), Politiker
- Georg Bierbaum (1889–1953), Archäologe
- Hermann Ullrich (1900–1986), Botaniker, Ordinarius in Bonn und Stuttgart
- Gerhard Schiffner (1905–1975), Maler und Grafiker
- Werner Thomas (1923–2008), Sprachwissenschaftler
- Hildegard Neumann (1933–2009), Historikerin und SED-Funktionärin
- Christian Reichardt (* 1934), Chemiker und Hochschullehrer
- Klaus Hennig (* 1936), Physiker
- Peter Berndt (1937–2021), Maler, Zeichner und Grafiker

### Personen mit Bezug zu Neugersdorf
- Gustav Nauenburg (1803–1875), Theologe, Sänger, Schriftsteller, Musikpädagoge, Musikkritiker und Enzyklopädist
- Carl Melzer (1849–1928), von 1880 bis 1916 Pfarrer von Neugersdorf. Im Jahr 1903 brachte er die Chronik von Neugersdorf heraus.